# Toranomon Hills
Toranomon Hills (яп. 虎ノ門ヒルズ Тораномон хирудзу) — небоскреб, построенный компанией Mori Building Company,который осуществляет проекты по реконструкции городской территории и владеет несколькими высотными зданиями в Токио, в деловом квартале Тораномон в районе Минато, Токио, Япония. Спроектирован компанией NIHON SEKKEI, INC.
На момент завершения был самым высоким зданием в Токио с архитектурной высотой 255,5 м., превзойдя небоскрёб Midtown Tower, который имеет высоту 248 м.
Небоскрёб имеет талисман под названием Toranomon (トラのもん), вдохновленный японским персонажем манги Дораэмон. Toranomon Hills открылся 11 июня 2014 года. Небоскрёб Toranomon Hills Mori Tower для противостояния потенциальным землетрясениям оснащен сейсмическими антивибрационными системами, в том числе 516 масляными демпферами, каждый из которых представляет собой толстый цилиндр длиной 1,7 метра. В случае землетрясения они неоднократно начинают растягиваться и сжиматься, а затем начинают нагреваться, преобразуя энергию землетрясения в тепло и высвобождая её, в результате чего происходит контроль за дрожанием всего здания.

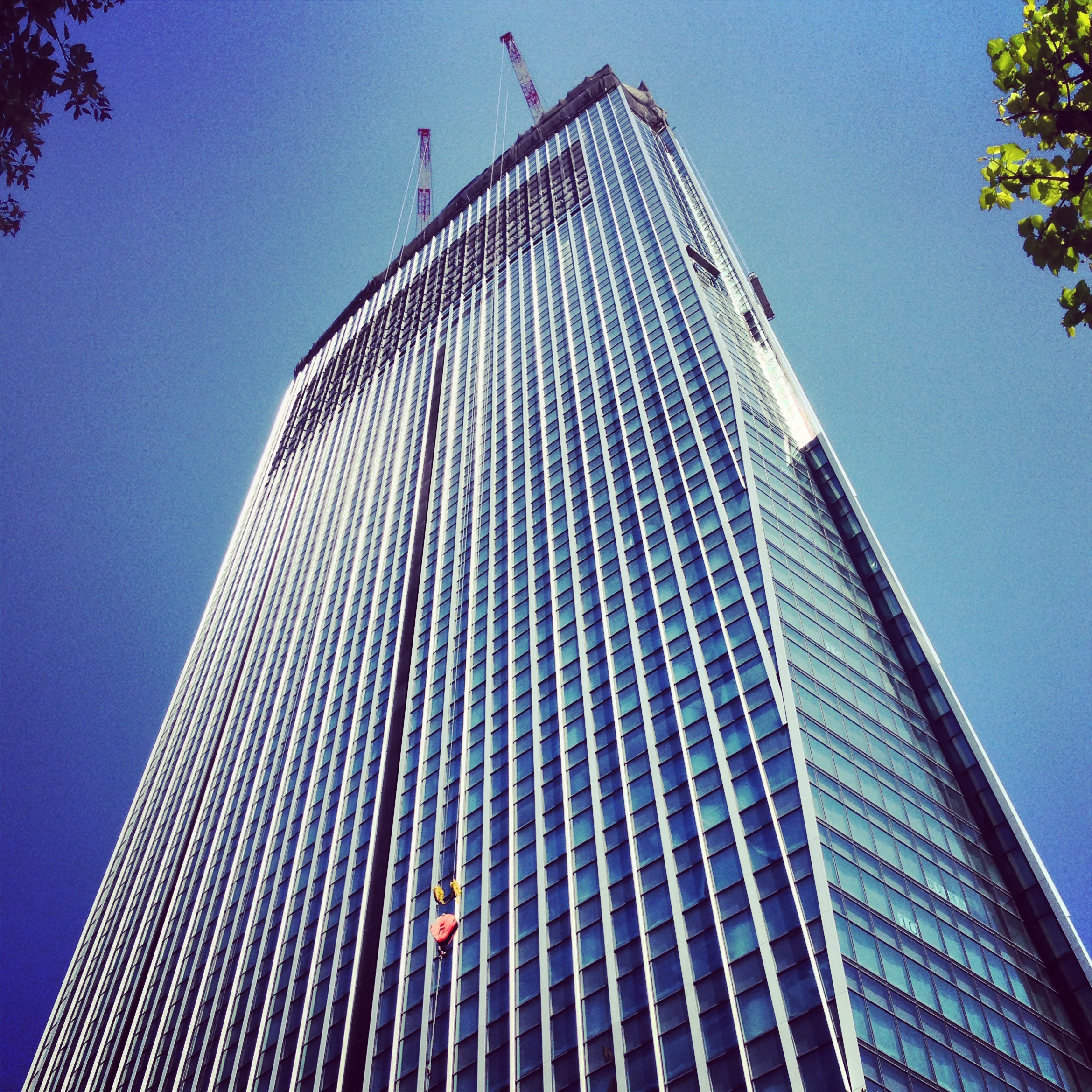
В стадии строительства в мае 2013 года

## Этажи

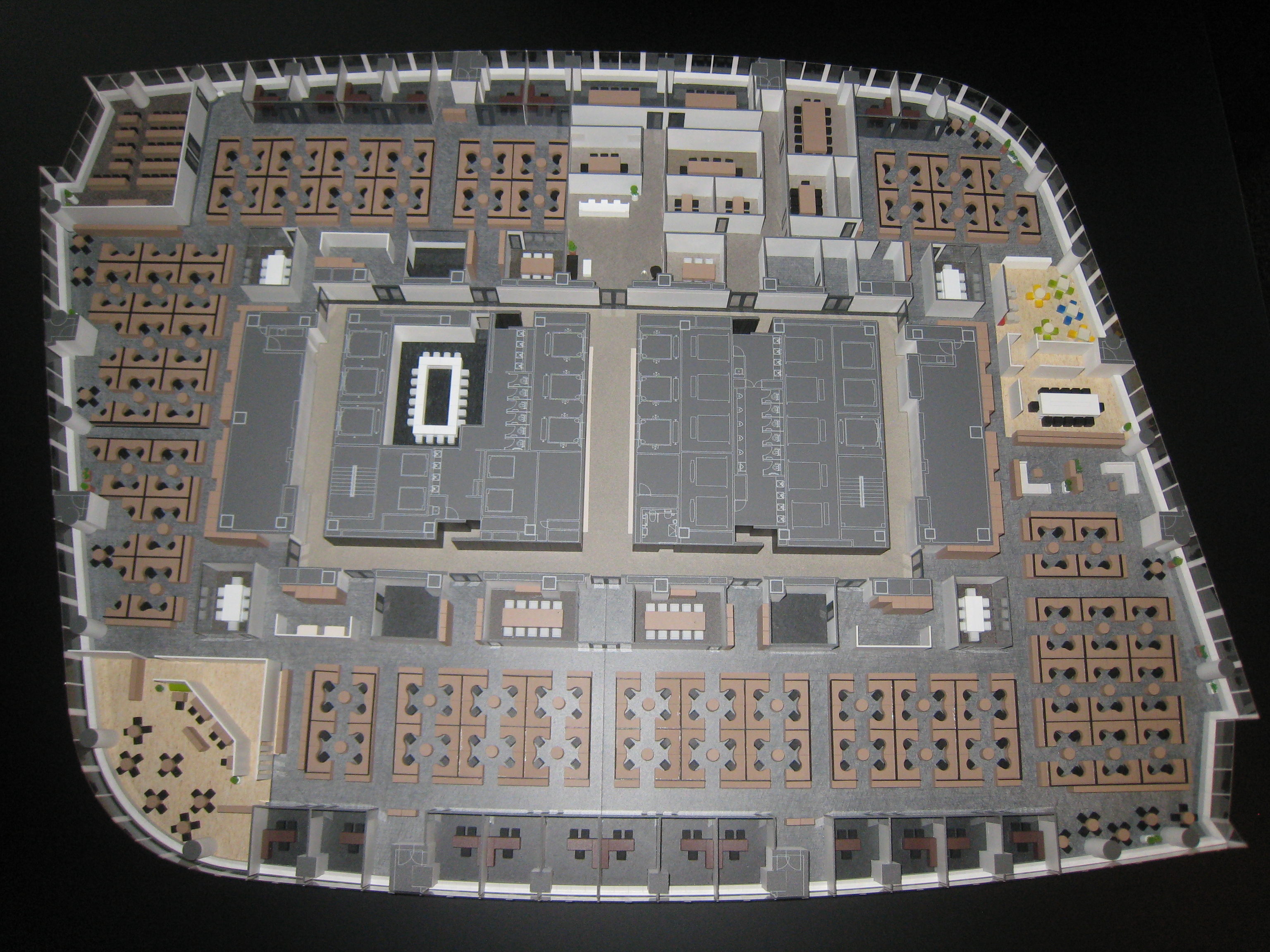
Модель офисного этажа

- 47F - 52F: отель Andaz Tokyo Toranomon Hills с 164 номерами и салоном на 37 этаже.[6]
- 37F - 46F: Частные резиденции (172 квартиры)
- 6F - 35F: Офисы
- 4F - 5F:  Конференц-зал
- 1F - 4F: розничные арендаторы
- B3F - B1F: Парковка для 544 автомобилей

## Арендаторы
Государственный пенсионный инвестиционный фонд, крупнейший пенсионный фонд в мире, имеет свою штаб-квартиру на 7-м этаже. Японская штаб-квартира компаний Novartis и State Street Corporation также расположены в небоскрёбе. Юридическая фирма K&L Gates имеет свой офис на 28-м этаже. Токийский офис ArcelorMittal расположен на 6-м этаже.